# Espartignac
Espartignac is een gemeente in het Franse departement Corrèze (regio Nouvelle-Aquitaine) en telt 370 inwoners (2005). De plaats maakt deel uit van het arrondissement Tulle.

## Geografie
De oppervlakte van Espartignac bedraagt 14,3 km², de bevolkingsdichtheid is 25,9 inwoners per km².
De onderstaande kaart toont de ligging van Espartignac met de belangrijkste infrastructuur en aangrenzende gemeenten.

## Demografie
Onderstaande figuur toont het verloop van het inwonertal (bron: INSEE-tellingen).

## Spoorlijn
Vroeger lag Espartignac aan de spoorlijn Uzerche-Tulle. Het stationsgebouw bestaat thans nog, als woonhuis.